# Milton, Surrey
Milton var en civil parish från 1933 till 1974, i grevskapet Surrey, i England. Denna civil parish var belägen 18 km från Horsham och hade 4 495 invånare år 1951. Byn nämndes i Domedagsboken (Domesday Book) år 1086, och kallades då Mildetone.